# Leptophion vernalis
Leptophion vernalis là một loài tò vò trong họ Ichneumonidae.